# Pfarrkirche Thalheim bei Wels

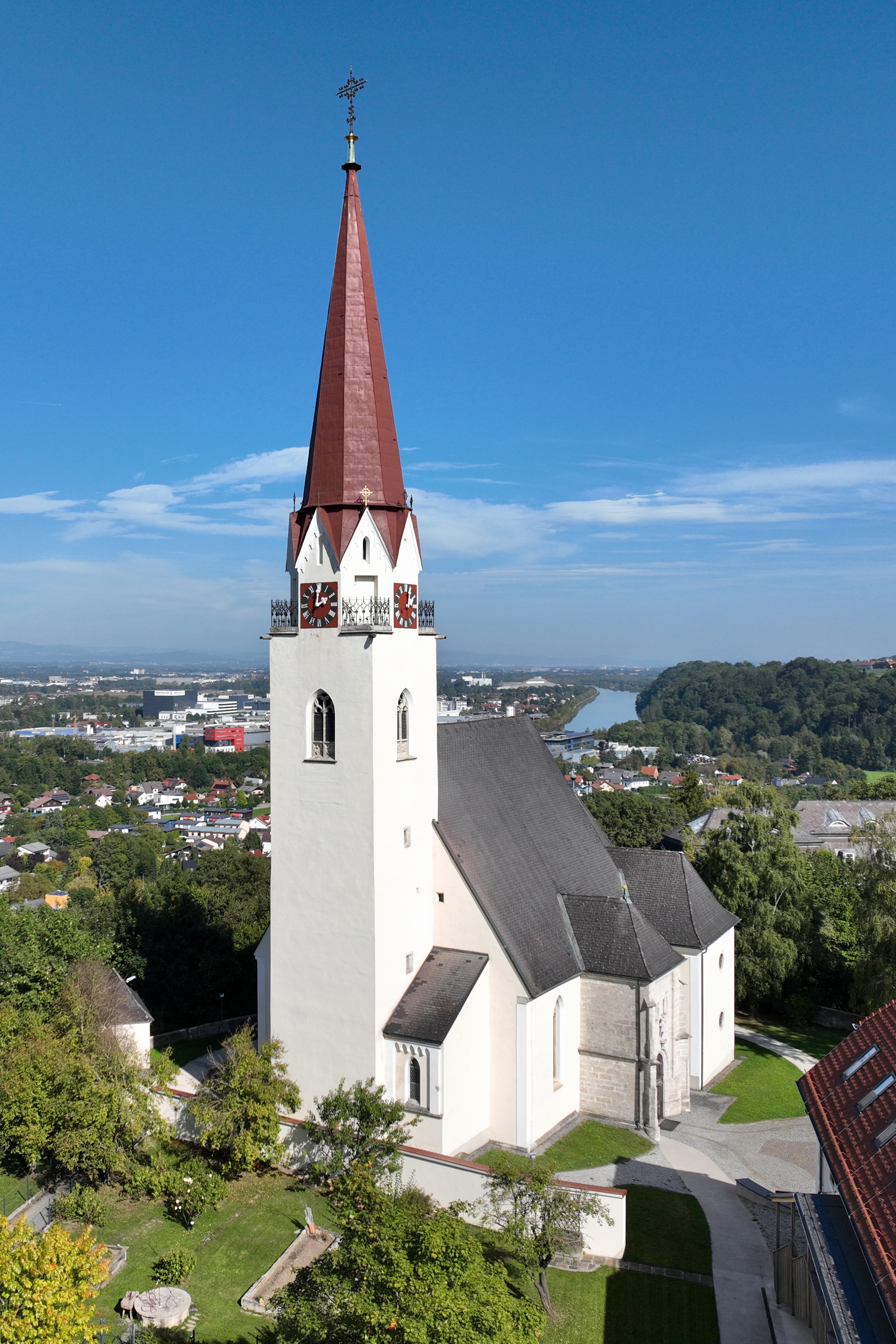
Katholische Pfarrkirche hl. Stephanus in Thalheim bei Wels

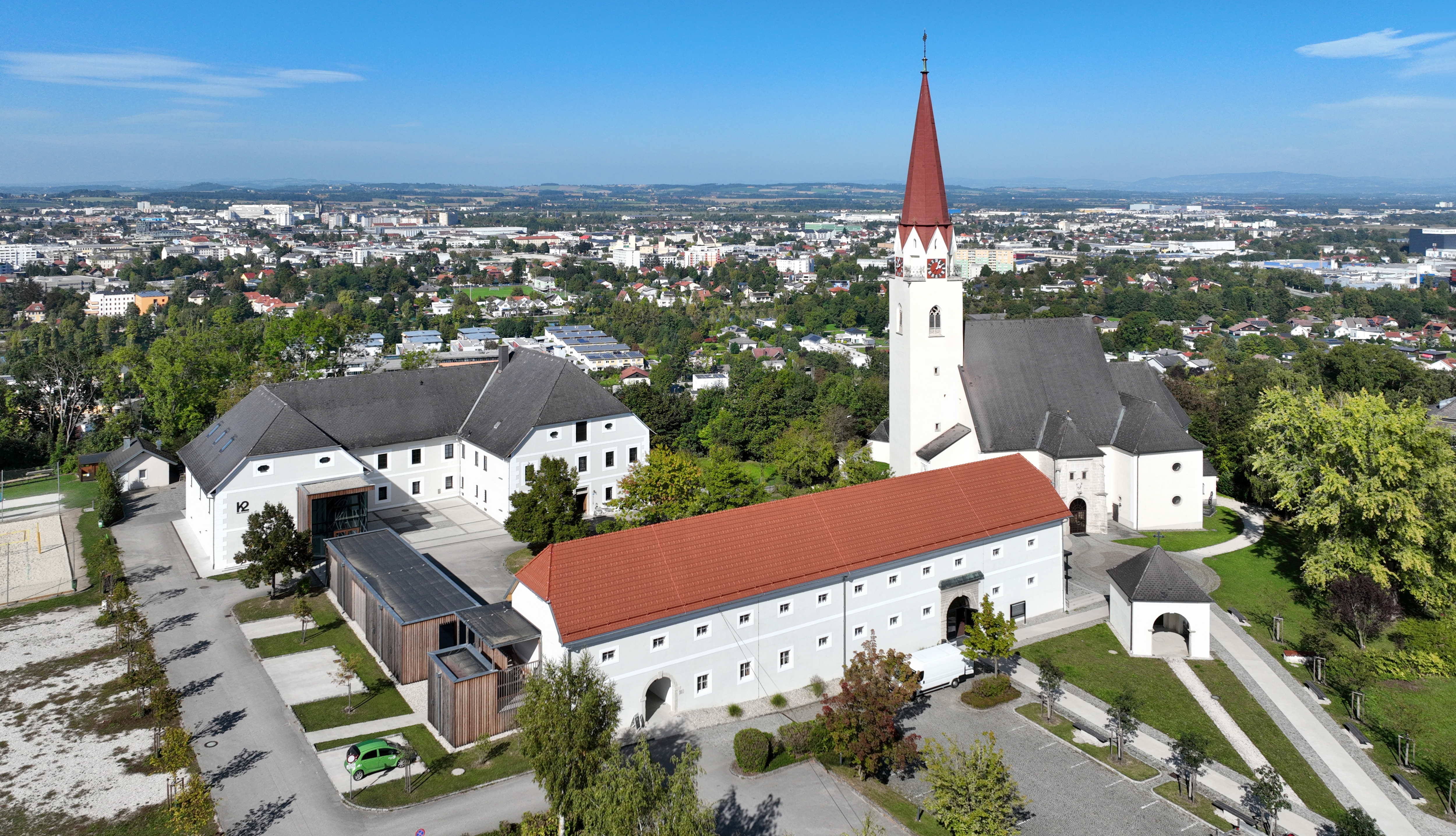
Pfarrkirche mit Pfarrhof

Die römisch-katholische Pfarrkirche Thalheim bei Wels steht in der Gemeinde Thalheim bei Wels im Bezirk Wels-Land in Oberösterreich. Sie ist dem heiligen Stephanus geweiht und gehört zum Dekanat Kremsmünster in der Diözese Linz. Das Bauwerk steht unter Denkmalschutz (Listeneintrag).

## Geschichte
Die Kirche wird 1179 erstmals urkundlich erwähnt.

## Architektur
Kirchenäußeres
Die Kirche ist eine spätgotische dreischiffige Hallenkirche. Der Westturm hat einen neueren Spitzhelm von 1873. Dem gotischen Südportal ist eine netzrippengewölbte Vorhalle vorgestellt.
Kircheninneres
Das dreischiffige Langhaus ist dreijochig. Das Mittelschiff ist netzrippengewölbt, ähnlich wie in der Stadtpfarrkirche Steyr. Die Seitenschiffe sind sternrippengewölbt. Östlich des Chorschlusses schließt die Kreuzkapelle mit barockem Gitter aus den 1710er Jahren an.

## Ausstattung
Der Hochaltar aus Marmor ist neugotisch. Die Seitenaltäre stammen urkundlich aus den Jahren 1656 bis 1658. Die Statuen dazu schuf Johann Seiz aus Passau. Die Kanzel wurde laut Urkunde im Jahr 1662 gefertigt. Wahrscheinlich stammt sie vom Bildhauer des Stiftes Kremsmünster Sebastian Gründler. Das Taufbecken ist gotisch. In der Vorhallennische steht eine Figur des heiligen Christophorus aus dem zweiten Viertel des 18. Jahrhunderts. Auf dem Grabstein von 1521 ist eine Relieffigur. Die Orgel mit zwei Manualen und 24 klingenden Registern wurde 1886 von Josef Mauracher aus St. Florian erbaut.